# No Kjong-son
No Kjong-son (korejsky 노 경선, anglickým přepisem Noh Kyung-sun; * 2. února 1964) je bývalý korejský zápasník. V roce 1988 na olympijských hrách v Soulu vybojoval ve volném stylu v kategorii do 57 kg bronzovou medaili. V roce 1986 vybojoval páté a v roce 1989 deváté místo na mistrovství světa. V roce 1989 zvítězil na Mistrovství Asie.